# Un homme robuste
Pour plus de détails, voir Fiche technique et Distribution.
Un homme robuste (russe : Здоровый человек ; Zdorovy tchelovek) est un film dramatique russe réalisé par Piotr Valerievitch Todorovski (ru) et sorti en 2022.

## Synopsis
Iegor Pogodine est un présentateur populaire sur une chaîne sportive. Un accident tragique dont il est témoin l'oblige à changer de vie. Il devient bénévole dans le service d'oncologie d'un hôpital pour enfants et au sein de l'équipe d'alerte Liza, à la recherche de personnes disparues. Il semble à Iegor qu'en aidant les gens, il se retrouve lui-même et s'épanouit émotionnellement, mais malheureusement sa propre vie s'effondre : le protagoniste perd son emploi et risque de perdre sa famille.

## Fiche technique
- Titre français : Un homme robuste[1]
- Titre original russe : Здоровый человек, Zdorovy tchelovek[2]
- Réalisation : Piotr Valerievitch Todorovski (ru)
- Scénario : Piotr Valerievitch Todorovski (ru)
- Photographie : Gleb Filatov, Alekseï Sourkov
- Montage : Natalia Schmidt
- Musique : Fiodor Jouravliov, Ielena Stroganova
- Décors : Aleksandra Kouznetsova
- Production : Valeri Fiodorovitch, Evgueni Nikichov
- Sociétés de production : 1-2-3 Production
- Pays de production :  Russie
- Langue originale : russe
- Format : Couleurs
- Genre : Drame
- Durée : 101 minutes
- Dates de sortie :
  - Russie : 1er septembre 2022 (Festival international du film de Moscou) ; 2 mars 2023 (sortie nationale)

## Distribution
- Nikita Iefremov (ru) : Iegor Pogodine
- Irina Starchenbaum : Maïa, la femme d'Iegor
- Daria Balabanova (ru) : Tania
- Evguéni Tkatchouk : Boria
- Aleksandr Mikhaïlov : Iefimov
- Oleg Evteïev (ru)
- Daniel Kisseliov